# Pseudomerodontina alata
Pseudomerodontina alata är en tvåvingeart som beskrevs av Scarbrough och Hill 2000. Pseudomerodontina alata ingår i släktet Pseudomerodontina och familjen rovflugor. Inga underarter finns listade i Catalogue of Life.